# 朱雀隊
朱雀隊（すざくたい）は、会津戦争に際して会津藩が組織した年齢別で編成された部隊の一つ。四神の名が当てられ、他に白虎隊、玄武隊、青龍隊があり、このほか幼少隊などがある。

## 概要
朱雀隊は18歳から35歳までの藩士によって構成された。小隊数4、中隊数12ヶ中隊からなり、隊員数は約1200名だった。総督は黒河内式部。
会津藩軍隊名は誰が名付けたのか判明していない。新たな説として推論であるが、易師中川万之丞は信者に与えた霊符に吉の青龍を使い、四方を護る神々を語った。遺品の式盤は陰陽道安倍清明の式盤占いと同じで、十二天将に朱雀・青龍・白虎・玄武などがある。自宅に藩士が出入り、短刀、明治に松平容保の築城３００年祭祝歌が贈られ、万之丞が提案した可能性がある。式盤占いの青龍将は吉、朱雀将・白虎将・玄武将は凶とされる。精鋭部隊は年齢順の朱雀隊で、万之丞の青龍隊提案は藩の上層部に届かなかったことになる。

## 朱雀隊の構成
- 士中一番隊から四番隊　各100名前後
- 寄合一番隊から四番隊　各100名前後
- 足軽一番隊から四番隊　各100名前後